# Annette Rompel
Annette Friederike Beate Rompel (* 1965) ist eine deutsche Chemikerin und Hochschullehrerin in Österreich.

## Leben und Werk
Annette Rompel studierte Chemie an der Westfälischen Wilhelms-Universität Münster (WWU) mit Diplom 1990. Sie wurde dort 1993 mit der Arbeit Biophysikalische Untersuchungen zur Struktur des Kupfer-Metallzentrums in Catecholoxidasen promoviert. Ein Forschungsaufenthalt am Lawrence Berkeley National Laboratory und Department of Chemistry der University of California, Berkeley, finanziert durch ein Stipendium der Deutschen Forschungsgemeinschaft, schloss sich bis 1995 an. Nach einem Jahr als Research Associate kehrte Rompel nach Deutschland zurück und blieb zunächst als Wissenschaftliche Mitarbeitern an der WWU. Sie habilitierte sich dort im Jahr 2000 über die Aktivierung und Freisetzung von Sauerstoff an Metallzentren. Anschließend übernahm sie Assistenz-, Vertretungs- und Gastprofessuren an Universitäten in Odense, Münster und Wien, bevor sie 2008 eine Professur für Biophysikalische Chemie an der Universität Wien antrat.
Ihr Arbeitsgebiet umfasst beispielsweise:
- Reinigung und Charakterisierung von Metalloproteinen aus natürlichen Rohstoffen sowie deren Röntgenstrukturanalyse und Sequenzbestimmung
- Synthese von Polyphenolen wie Flavonoiden und deren Metallkomplexe
- Polyoxometallatunterstützte Kristallisation von Proteinen
- Röntgenabsorptionsspektroskopie und Mikrosynchrotronbasierte Röntgenfluoreszenzuntersuchung von Metallkomplexen
- Röntgenkristallographische Untersuchung der Wechselwirkung zwischen Tumorinhibitoren und Serumproteinen

## Ehrungen
- 2000: Bennigsen-Foerder-Preis

## Veröffentlichungen
Annette Rompel ist Autorin und Mitautorin zahlreicher wissenschaftlicher Veröffentlichungen:
- Annette Rompel bei PubMed
- Annette Rompel bei Google Scholar
- Annette Rompel bei Researchgate